# Iskra (revue)
Pour les articles homonymes, voir Iskra (homonymie).
Ne doit pas être confondu avec Iskra.
« Iskra» ou « l'Étincelle » (en russe : Искра) est une revue satirique russe de tendance démocratique. Elle est éditée à Saint-Pétersbourg de 1859 à 1873 .

## Apparition de la revue
En 1856—1858, Nikolaï Stepanov, un talentueux artiste satirique, démocrate, proche de la rédaction de la revue «Le Contemporain», publie un album de caricatures d'actualité intitulé « Connaissances » accompagné sur le plan littéraire du « Feuillet de connaissances ». Parmi d'autres auteurs on trouve dans ces feuillets des œuvres de Vassili Kourotchkine, qui est déjà un auteur connu, traducteur de Pierre-Jean de Béranger. Le but de la caricature et des textes est de mettre en exergue l'inégalité qui sévit dans la société. En 1857, Stepanov a comme projet d'éditer une revue satirique qui s'appellera « Iskra». Il obtient l'autorisation officielle de publier, mais vu le manque d'argent, le lancement de la revue est postposé. Le premier numéro d' « Iskra » paraît le premier janvier 1859. La rédaction est installée Rue Mokhovaïa (Saint-Pétersbourg) 30, dans l'appartement de Stepanov.
La rédaction affirme dès le début son objectif de créer une revue de type satirique et de refuser le mensonge dans tous les domaines de la vie et de l'art, promettant à ses lecteurs de mettre sa détermination au service de la recherche des injustices sociales.
Les dimensions de pages de la revue fixées à l'origine ne suffisent rapidement plus pour pouvoir insérer la rubrique du courrier des lecteurs et ses dimensions sont doublées. À partir du troisième exemplaire, la revue paraît le vendredi, puis à partir de 1864, le mardi. 
À Saint-Pétersbourg l'exemplaire coûtait six roubles et en province sept roubles et demi. « Iskra » était une revue relativement bon marché qui se focalisait sur l'actualité. À bien des égards, le rôle d' « Iskra » selon Maxime Gorki, fut énorme. La revue „Kolokol“ d' Alexandre Herzen était celle devant laquelle tremblaient le gratin de la capitale. Tandis qu' „Iskra“, était distribuée dans les couches populaires des villes et en province, était plus accessible financièrement et intellectuellement aux lecteurs composés en grande partie de la jeunesse étudiante.

## Composition du comité de rédaction et collaborateurs

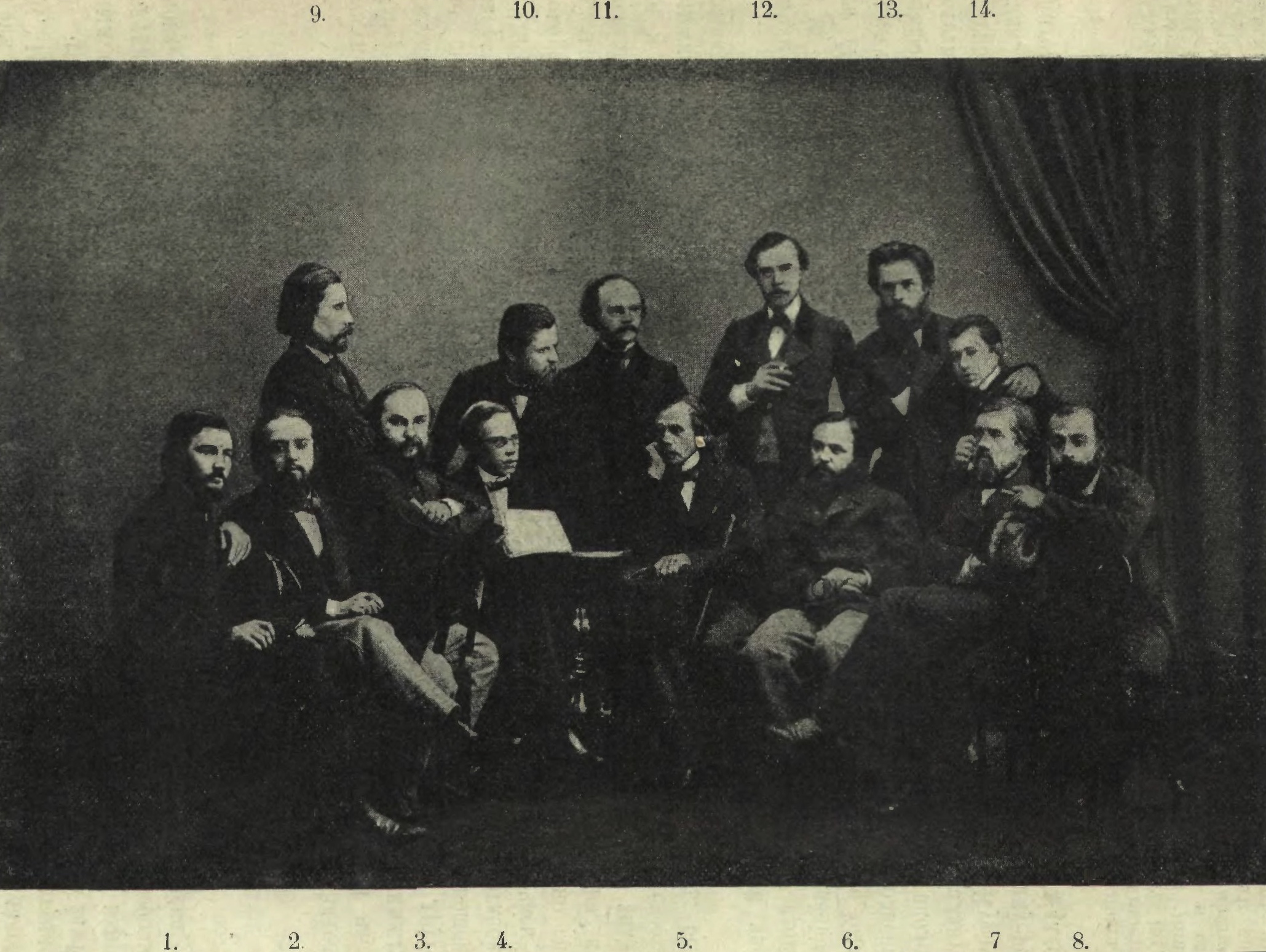
Rédaction d' « Iskra » en 1860.
1. Mikhaïl Stopanovski
2. Dmitri Minaev
3. Nikolaï Kourotchkine
4. Nikolaï Lomane
5. Nikolaï Alexandrovitch Stepanovч
6. Vassili Kourotchkine
7. Grigori Elisseïev
8. Piotr Veinberg
9. Nikolaï Ievlev
10. Le peintre Adrian Volkov
11. le compositeur Alexandre Dargomyjski
12. V. Tobline
13. P. S. Gravior
14. S. N. Stepanov

Les différents domaines traités sont répartis entre les journalistes. Vasili Kourotchkine prend en charge la partie littéraire de l'hebdomadaire et Nikolaï Stepanov la partie consacrée aux arts.
Les rédacteurs ont réussi à attirer les meilleurs journalistes de l'époque : les poètes Dmitri Minaev, Piotr Veinberg, Vassili Bogdanov, Nikolaï Kourotchkine, Nikolaï Lomane, Victor Bourénine, Gavriil Joulev, Piotr Choumaker, Liodor Palmine, Alexeï Jemtchoujnikov, Kozma Proutkov, Lev Meï, Alexis Konstantinovitch Tolstoï, Alexeï Plechtcheïev , Vladimir Chtchiglev, les prosateurs Gleb Ouspenski et Nikolaï Ouspenslki , Alexandre Levitov, Fiodor Rechetnikov, Pavel Iakouchkine, Nikolaï Zlatovratski, S.N Fiodorov, les publicistes Grigori Elisseïev, Mikhaïl Stopanovski, Nikolaï Demetr et beaucoup d'autres encore : Alexandre Herzen, Nikolaï Dobrolioubov, Mikhaïl Saltykov-Chtchedrine, Nikolaï Nekrassov.
La puissance de pénétration de la revue aussi bien intellectuelle que satirique augmentait sans cesse grâce aux caricatures de dessinateurs talentueux.
Malgré l'absence de point de vue uniforme parmi tous ces poètes et littérateurs qui publiaient dans la revue, une grande identité de vue démocratique commune a tous lui permet d'apparaître comme un tout. Comme plus tard les auteurs de la revue « Satirikon » seront appelés « satirikonovitsy », dans les années 1860 le terme « poètes-iskrovtsy » fait son apparition dans la littérature russe.

## Contenu de la revue

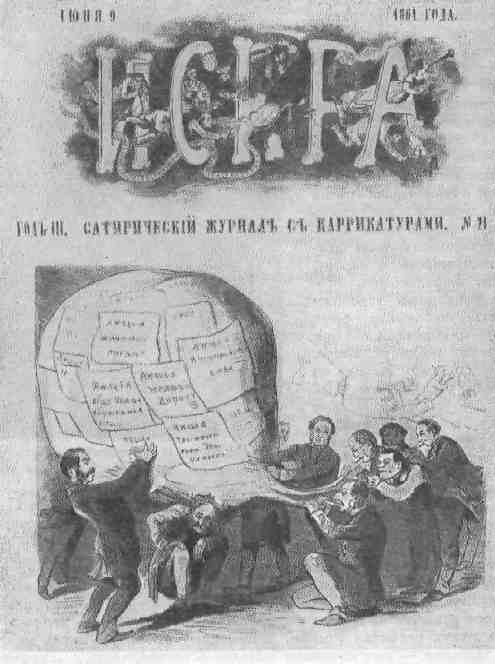
«Iskra». Couverture de la revue avec une caricature de spéculateurs boursiers. 1861.

Du fait que la revue n'était pas chère et qu'elle était distribuée en province elle devient très vite fort populaire. Beaucoup de lecteurs deviennent des correspondants d'« Ikra », et la rédaction dispose ainsi d'un réseau de correspondants dans tous les coins de province. Les auteurs décrivent les abus de pouvoirs, la corruption, les détournements de fonds, les procès inéquitables. Le nerf du journal était le département « On nous écrit ». Les fonctionnaires craignaient toujours de donner lieu à des articles à leur sujet dans la revue « Iskra ». Une expression particulière apparaît — « se faire coffrer par Iskra ». Le département « On nous écrit » devient la cible de la censure. Parfois la moitié des textes sont interdits de parution. La censure interdit de nommer les fonctionnaires importants, les villes où se développe trop d'anarchie et l'arbitraire. La revue utilise des surnoms pour désigner les personnalités visées. Tout le monde les connaît mais cela permet d'éviter la censure. De même le nom des villes est déformé pour que l'origine de la personne visée ne puisse être découverte. Mouraviov, gouverneur de Pskov devient « Moumou », Den gouverneur de Koursk devient « Raden ». La ville de Vologda devient « Bolotiansk » celle de Kostroma « Koutermy » etc. Les traductions les plus populaires présentées par la revue sont celles de Pierre-Jean de Béranger qui étaient en fait travesties pour s'adapter à la réalité russe. 
Mais tous ces artifices des journalistes sont repérés par la censure. Lors de la sortie du № 29 après 1862, la section « On nous écrit » est interdite. Mais malgré cela la rédaction continue à chercher les moyens de fournir à ses lecteurs des nouvelles des évènements locaux. À la place de la section « On nous écrit » la revue en insère une autre : « Iskorki », signifiant, recherches, fouilles écrite sous forme de plaisanteries, d'aphorismes, de parodies , d'épigrammes, de « Contes de Shéhérazade modernes ».
À la fin des années 1860, est apparue dans la revue une chronique satirique concernant la politique étrangère sous l'intitulé « Notes de tous les coins du monde ». Plus d'une fois la revue se moque de la manière dont la presse russe conservatrice et libérale rapporte les « horreurs de la Révolution française», des « monstres et des crocodiles Marat et Robespierre».
Comme d'autres revues démocratiques, « Iskra » présente des réflexions sur l' actualités et la littérature sociale et est hostile au concept de l'« art pour l'art ». La revue parodie les vers d'Apollon Maïkov, d'Afanassi Fet, de Constantin Sloutchevski. « Iskra »
prend une part active dans la polémique déclenchée lors de la sortie du roman d'Ivan Tourgueniev Pères et Fils. Sous la plume de Dmitri Minaev, Père et Fils devient la cible de la critique. C'est le début d'une polémique entre la jeune génération subversive et l'ancienne dans les années qui ont suivi la parution du roman en 1862.

## Déclin de la revue

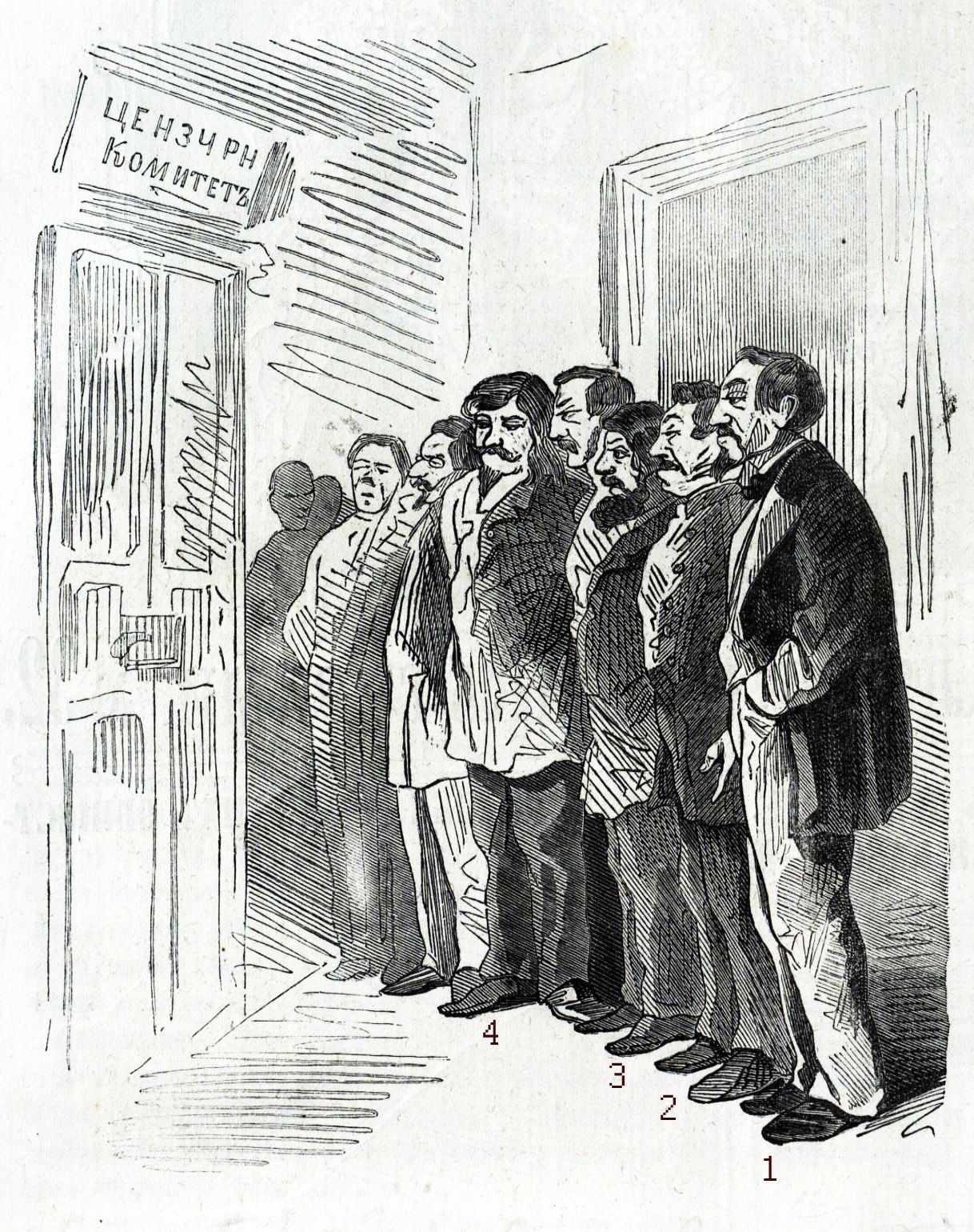
Les rédacteurs défendent leurs articles au bureau du Comité de censure (Empire russe) 1 — Nikolaï Nekrassov; 2 — Vassili Kourotchkine; 3 — Stepan Gromeka; 4 — Mikhaïl Dostoïevski). Caricature de Nikolaï Stepanov.
« Iskra », 1862, № 32.

Au milieu des années 1860, avec la croissance du nombre de quotidiens et les moyens de diffuser rapidement et complètement les actualités, le rôle d'« Iskra » commence à diminuer.
L'importance de la censure permanente a joué un rôle fatal à la revue.
À partir de 1862, les autorités s'intéressent de plus en plus à Vassili Kourotchkine. En 1864, le Comité de censure exige le changement de ce rédacteur responsable, et à partir du № 37 de 1864 le rédacteur devient (au moins pour la forme) le frère aîné de Kourotchkine — Vladimir Stepanovitch. À la fin de l'année 1864 le modéré Nikolaï Stepanov fondateur d' « Iskra » quitte la revue pour fonder sa propre nouvelle revue satirique «Le Réveille-Matin». Le nombre de thèmes abordés par la revue diminue et elle ne s'intéresse plus qu'à la littérature et au théâtre. Dès 1865, la censure peut avec fierté écrire que « le ton trop dur de la revue s'est radouci considérablement depuis l'élimination de Vassili Kourotchkine de la rédaction ».
En essayant d'échapper à la censure préalable, à partir de 1870, la revue refuse les illustrations. Cela ne lui amène évidemment pas de succès. Comme le note avec justesse Alexander Skabichevsky (en), « Iskra » sans ses caricatures devient une « mouches sans ailes ». Sous sa forme nouvelle, malgré l'inventivité de ses journalistes, l'édition devient un épouvantail pour la censure. Quant à sa large audience de portée sociale elle disparaît tout à fait. La revue passe de mains en mains de propriétaires et aboutit dans celles de V. Leontev. En 1873, débute la publication dans ses pages de la traduction de romans (Émile Zola, Hector Malot). Elle est publiée deux fois par semaine mais cela n'évite pas l'échec et l'agonie.
En 1873, après trois avertissements, « Iskra » est suspendu pour quatre mois, mais la publication ne reprendra plus. La raison officielle de la sanction est la publication d'un article « Notes de la revue » (1873, № 8). Cet article soutenait des souhaits «…d'un gouvernement issu librement du peuple..., et autre chose qu'une bureaucratie défendant des intérêts de caste…». Le texte a été considéré comme contenant « des faux jugements tout à fait inappropriés sur le pouvoir du gouvernement ». « Iskra » disparaît...

## Liens
- (ru) Levine C. M. Левин Ш. М., Anatoli Batioto/ Les années 1860 /Histoire de la littérature /Батюто, Анатолий Иванович|Батюто А. И. (ru) Шестидесятые годы (XIX века) // История русской литературы: В 10 т.
- (ru) Encyclopédie de la littérature /(ru) Ипполит И. «Искра» // Литературная энциклопедия: В 11 т. — М., 1929—1939.
- (ru) Histoire du journalisme russe Журналистика разночинского периода освободительного движения в России // История русской журналистики XVII—XIX веков.
- (ru) I. G. Iamolski /Les poètes d'Iskra /Ямпольский И. Г. Поэты «Искры».
- (ru) Mikhaïl Lemke/Лемке, Михаил Константинович, étude sur l'histoire de la censure russe et du journalisme du XIX s /Очерки по истории русской цензуры и журналистики XIX столетия, С-Петербург, Книгоиздательство М. В. Пирожкова. Исторический отдел. No 2.,‎ 1904 — (Дореформенная орфография. Примеры материалов журнала.)